# Feuilleea rubiginosa
Feuilleea rubiginosa là một loài thực vật có hoa trong họ Cucurbitaceae. Loài này được (Rich.) Kuntze mô tả khoa học đầu tiên năm 1891.